# Pampus punctatissimus
Pampus punctatissimus és una espècie de peix marí pertanyent a la família dels estromatèids i a l'ordre dels perciformes.

## Descripció
Fa 25,8 cm de llargària màxima. 7-8 espines i 40-46 radis tous a l'única aleta dorsal i 5-7 espines i 38-44 radis tous a l'anal. Aleta caudal forcada. Absència d'aleta adiposa.

## Reproducció
La fecundació és externa.

## Hàbitat i distribució geogràfica
És un peix marí, bentopelàgic i de clima subtropical, el qual viu al Pacífic nord-occidental: els fons sorrencs i fangosos del sud del Japó i del mar de la Xina Oriental.

## Observacions
És inofensiu per als humans i el seu índex de vulnerabilitat és baix (22 de 100).